# Florian David Fitz
Florian David Fitz, född 20 november 1974 i München, är en tysk skådespelare.
Fitz har bland annat medverkat i TV-serien Signalen. Han har även medverkat i filmerna Der Nachname och 100 saker.

## Filmografi (i urval)
- 2018 – 100 saker
- 2022 – Der Nachname
- 2024 – Signalen (TV-serie)